# Autostrăzi în Germania

Harta autostrăzilor în Germania

Autostrăzile în Germania sunt numerotate din anii 1970 după un anumit sistem:
1. autostrăzile care au un număr alcătuit dintr-o singură cifră au pondere mai mare în Germania și chiar peste hotare
2. numerotarea s-a făcut ținându-se cont de orașele pe care le intersectează ca de exemplu Berlin
3. autostrăzile care au ultima cifră impară au o direcție nord-sud iar cele pare est-vest

In Germania sunt autostrăzi numerotate de la 1 la 999, cele din jurul Berlinului au numerele între 10  și 19.

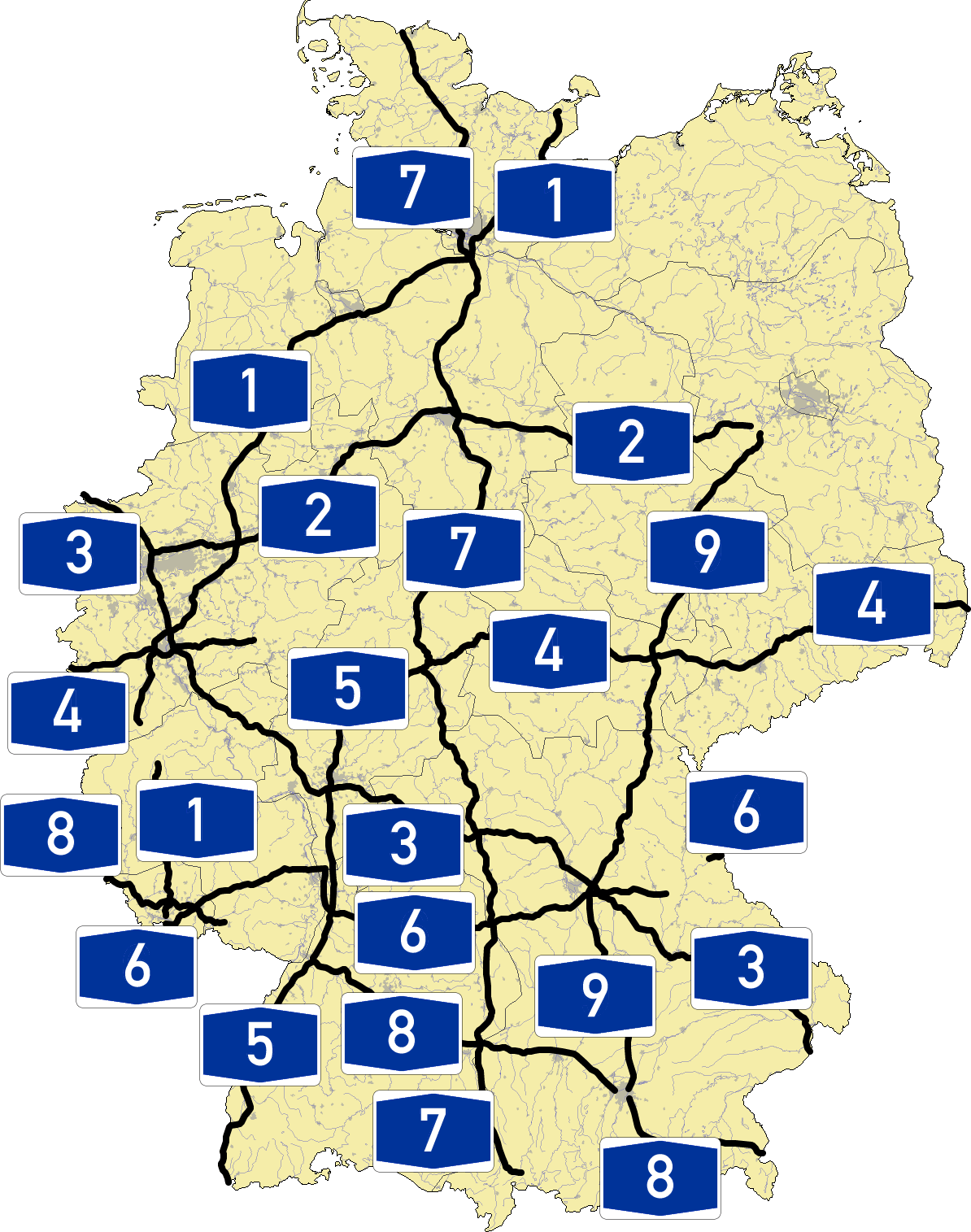
Traseul Autăstrăzilor 1–9

Autăstrăzile de la numărul 1 la 9 au o lungime de: 5481 km
Autăstrăzile de la numărul 10 la 19 au o lungime de: 1018 km
Autăstrăzile de la numărul 20 la 29 au o lungime de: 1121 km
Autăstrăzile de la numărul 30 la 39 au o lungime de: 728 km
Autăstrăzile de la numărul 40 la 49 au o lungime de: 1035 km
Autăstrăzile de la numărul 50 la 59 au o lungime de: 286 km
Autăstrăzile de la numărul 60 la 69 au o lungime de: 853 km
Autăstrăzile de la numărul 70 la 79 au o lungime de: 532 km
Autăstrăzile de la numărul 80 la 89 au o lungime de: 283 km
Autăstrăzile de la numărul 90 la 99 au o lungime de: 759 km
Autăstrăzile de la numărul 100 la 199 au o lungime de: 117 km
Autăstrăzile de la numărul 200 la 299 au o lungime de: 126 km
Autăstrăzile de la numărul 300 la 399 au o lungime de: 77 km
Autăstrăzile de la numărul 400 la 499 au o lungime de: 51 km
Autăstrăzile de la numărul 500 la 599 au o lungime de: 123 km
Autăstrăzile de la numărul 600 la 699 au o lungime de: 155 km
Autăstrăzile de la numărul 700 la 799 proiect abandonat: ??
Autăstrăzile de la numărul 800 la 899 au o lungime de: 13 km
Autăstrăzile de la numărul 900 la 999 au o lungime de: 21 km

## A 1 - A 9
- A1----

"Hansalinie/Vogelfluglinie" (727 km) leagă localitățile:

(Fehmarn – Heiligenhafen –) Oldenburg/Holstein – Lübeck – Hamburg – Bremen – Osnabrück – Münster (Westfalen) – Hamm – Dortmund – Leverkusen – Köln – Euskirchen – Blankenheim
Daun/AD Vulkaneifel – Trier – Saarbrücken
- A2----

"Warschauer Allee" (486 km) leagă localitățile:

AK Oberhausen – Gladbeck – Gelsenkirchen – Dortmund – Hamm – Bielefeld – Hannover – Braunschweig – Magdeburg – AD Werder (Berliner Ring)
- A3----

(778 km) leagă localitățile:

(Utrecht – Arnheim –) Elten – Bocholt – Wesel – Oberhausen – Duisburg – Düsseldorf – Leverkusen – Köln – AD Dernbach – Wiesbaden – Frankfurt am Main – Würzburg – Nürnberg – Regensburg – Deggendorf – Passau – Pocking (– Linz – Wien)
- A4----

(616 km) leagă localitățile:

(Buxelles – Liège –) Aachen – Köln – Gummersbach – Krombach
Kirchheimer Dreieck – Eisenach – Erfurt – Weimar – Jena – Gera – Chemnitz – AD Nossen – Dresden – Bautzen – Görlitz (– Breslau – Kattowitz – Krakau)
- A5----

(445 km) leagă localitățile:

Hattenbacher Dreieck – Frankfurt am Main – Darmstadt – Heidelberg – Karlsruhe – Offenburg/Straßburg – Freiburg (Breisgau) – Weil am Rhein – (Basel – Bern/Zürich/Gotthard)
- A6----

(457 km) leagă localitățile:

(Paris – Metz –) Saarbrücken – Kaiserslautern – Mannheim – Heilbronn – AK Feuchtwangen/Crailsheim – Nürnberg – Amberg
AK Oberpfälzer Wald – Waidhaus (– Pilsen – Prag)
- A7----

(946 km) leagă localitățile:

(Aalborg – Kolding –) Handewitt – Flensburg – Neumünster – Hamburg – Hannover – Göttingen – Kassel – Hattenbacher Dreieck – Fulda – Würzburg – AK Feuchtwangen/Crailsheim – Ulm – Kempten – Nesselwang – (Füssen) (– Reutte – Imst)
- A8----

(497 km) leagă localitățile:

(Luxemburg –) Perl – Saarlouis – Neunkirchen (Saar) – Pirmasens
Karlsruhe – Stuttgart – Ulm – Augsburg – München (întrerupt în oraș) – Bad Reichenhall/Piding (– Salzburg)
- A9----

(529 km) leagă localitățile:

AD Potsdam – Dessau – Leipzig – Hof – Bayreuth – Nürnberg – Ingolstadt – München